# Avika Gor
Avika Sameer Gor (Bombay, 30 de junio de 1997) es una actriz india de cine y televisión. Premiada en los Rajiv Gandhi National Awards de 2009.

## Biografía
Procede de una familia gujarati. Sus padres son Sameer Gor, agente de inversiones y seguros, y Chetna Gor, ama de casa. Asistió a la Ryan International School de Mumbai (Maharashtra). De niña, apareció en varios desfiles de moda. Ganó el premio a la mejor modelo por Gini y Jonny en la Semana de la Moda de Lakme de 2007. Su lengua materna es el gujarati, pero también habla hindi e inglés.

## Trayectoria
Hizo su debut en Hindi Television con Balika Vadhu en 2008, interpretando a Anandi. También interpretó el papel protagonista de Roli Jamnalal Dwivedi / Roli Siddhant Bharadwaj en Sasural Simar Ka.
En 2013 debutó en Bollywood con Uyyala Jampala, ganó el Premio SIIMA a la Mejor Debut Femenina (Telugu) en los 3rd South Indian International Movie Awards, por su papel en la película Uyyala Jampala (2013).
Actualmente interpreta el papel protagonista de Anushka Sangwan / Anushka Yuvraj Choudhary / Juhi Sethi en la serie Laado 2. Gor hizo su debut en Tollywood en la película Uyyala Jampala y su debut en el cine kannada en Care of Footpath 2. Gor ha sido modelo de la marca de ropa infantil Gini & Jony.

## Filmografía

### Televisión
| Año            | Título                       | Rol                                                                    | Idioma                             | Canal      | Notas              |
| -------------- | ---------------------------- | ---------------------------------------------------------------------- | ---------------------------------- | ---------- | ------------------ |
| 2008–10        | Balika Vadhu                 | Anandi Jagdish Singh                                                   | Hindi Tamil Telugu                 | Colors TV  |                    |
| 2009           | India's Got Talent           | Anandi                                                                 | Hindi                              | Colors TV  |                    |
| 2008           | Raajkumar Aaryyan            | Rajkumari Bhairavi                                                     | Hindi                              | Imagine TV |                    |
| 2011–16        | Sasural Simar Ka             | Roli Jamnalal Dwivedi / Roli Siddhant Bhardwaj / Jhumki / Shruti Verma | Hindi Tamil Telugu Malabar Marathi | Colors TV  |                    |
| 2012           | Jhalak Dikhhla Jaa           | Participante                                                           | Hindi                              | Colors TV  |                    |
| 2013           | Comedy Nights with Kapil     | Invitada                                                               | Hindi                              | Colors TV  | Junto a Tina Datta |
| 2014           | Beintehaa                    | Roli                                                                   | Hindi                              | Colors TV  |                    |
| 2014           | Konchem Touch Lo Unte Chepta | Invitada                                                               | Telugu                             |            |                    |
| 2015           | Comedy Nights Bachao         | Invitada                                                               | Hindi                              | Colors TV  |                    |
| 2016           | Box Cricket League           | Participante                                                           | Hindi                              | Colors TV  |                    |
| 2017           | Bigg Boss 11                 | Invitada                                                               | Hindi                              | Colors TV  |                    |
| 2017– Presente | Laado 2                      | Anushkha Sangwan / Anushka Yuvraj Choudhary / Juhi Sethi               | Hindi                              | Colors TV  |                    |